# شهرستان جبل عیال یزید
ناحیهٔ جبل عیال یزید (به عربی: مدیریة جبل عیال یزید) یک ناحیه در یمن است که در استان عمران واقع شده‌است.
ناحیهٔ جبل عیال یزید ۸۴٬۳۹۳ نفر جمعیت دارد.